# Френк О'Феррелл
Френк О'Феррелл (9 жовтня 1927 , Корк, Манстер  — 6 березня 2022 , Торкі, Південно-Західна Англія ) — ірландський футболіст, що грав на позиції захисника. По завершенні ігрової кар'єри — тренер.
Виступав, зокрема, за клуб «Вест Гем Юнайтед», а також національну збірну Ірландії.
Володар Кубка Уельсу (як тренер).

## Клубна кар'єра
У дорослому футболі дебютував 1946 року виступами за команду клубу «Корк Сіті», в якій провів два сезони.
Своєю грою за цю команду привернув увагу представників тренерського штабу клубу «Вест Гем Юнайтед», до складу якого приєднався 1948 року. Відіграв за клуб з Лондона наступні вісім сезонів своєї ігрової кар'єри. Більшість часу, проведеного у складі «Вест Гем Юнайтед», був основним гравцем захисту команди.
Завершив професійну ігрову кар'єру у клубі «Престон Норт-Енд», за команду якого виступав протягом 1956—1961 років.

## Виступи за збірну
У 1952 році дебютував в офіційних матчах у складі національної збірної Ірландії. Протягом кар'єри у національній команді, яка тривала 8 років, провів у формі головної команди країни 9 матчів, забивши 2 голи.

## Кар'єра тренера
Розпочав тренерську кар'єру відразу ж по завершенні кар'єри гравця, 1961 року, очоливши тренерський штаб клубу «Еймоут».
У 1968 році став головним тренером команди «Лестер Сіті», тренував команду з Лестера три роки.
Згодом протягом 1971–1972 років очолював тренерський штаб клубу «Манчестер Юнайтед».
У 1973 році прийняв пропозицію попрацювати у клубі «Кардіфф Сіті». Залишив валійську команду 1974 року.
Протягом 2 років, починаючи з 1974, був головним тренером національної збірної Ірану.
Протягом тренерської кар'єри також декілька разів очолював команду клубу «Торкі Юнайтед».
Останнім місцем тренерської роботи був все той же «Торкі Юнайтед», головним тренером команди якого Френк О'Феррелл був з 1981 по 1982 рік.

## Титули і досягнення

### Як тренера
- Володар Кубка Уельсу (1):

«Кардіфф Сіті»: 1973—1974
- Переможець Азійських ігор: 1974